# The Miracles
A The Miracles egy amerikai R&B énekegyüttes volt, melyet 1955-ben alapítottak meg The Five Chimes néven. 1965 és 1972 között a Smokey Robinson and the Miracles nevet viselték, utalva arra, hogy az együttes vezető énekese ekkor Smokey Robinson volt, aki ismertségében elnyomta az együttes többi tagját, ami feszültségekhez vezetett, végül Robinson 1972-ben elhagyta az együttest és szólókarrierbe kezdett.
A The Miracles-t 2012-ben iktatták be a Rock and Roll Hall of Fame-be. Érdekesség, hogy a csapat egykori énekese, Smokey Robinson már 1987-ben bekerült a legendás múzeumba.

## Tagok

### Eredeti tagok
- Claudette Rogers Robinson (1957-1972, 1983)
- Ronald "Ronnie" White (1955–1978, 1980–1983, 1993–1995)
- Robert "Bobby" Rogers (1955-1978, 1980–1983, 1993–2011)
- Warren "Pete" Moore (1955–1978)
- William "Smokey" Robinson, Jr. (1955–1972, 1983)
- Marv Tarplin (1958-1973)

## Diszkográfia
- Hi... We're the Miracles (1961)
- Cookin' with the Miracles (1961)
- I'll Try Something New (1962)
- The Fabulous Miracles (1963)
- The Miracles Recorded Live on Stage (1963)
- The Miracles Doin' Mickey's Monkey (1963)
- I Like It Like That (1964)

- Going to a Go-Go (1965)
- Away We a Go-Go (1966)
- Make It Happen (1967)
- Special Occasion (1968)
- Time Out for Smokey Robinson & The Miracles (1969)
- Four in Blue (1969)
- Smokey Robinson & the Miracles LIVE!
- What Love Has...Joined Together (1970)
- A Pocket Full of Miracles (1970)
- One Dozen Roses (1971)
- Flying High Together (1972)
- Smokey Robinson & The Miracles: 1957–1972 (1972)

- Renaissance (1973)
- Do It Baby (1974)
- Don't Cha Love It (1975)
- City of Angels (1975)
- The Power of Music (1976)
- Love Crazy (1977)
- The Miracles (1978)